# The Washington Post
Вашингтон пост (енгл. The Washington Post) је назив за амерички дневни лист који излази у Вашингтону и представља најпознатију, најчитанију и најутицајнију публикацију у том граду. Представља такође једну од најстаријих публикација у граду, с обзиром да је први штампани примерак изашао 1877. године. То су најтиражније новине у метрополитанској области Вашингтона и имају велику националну публику. 
Пост је такође познат и по улози коју су почетком 1970-их његови репортери Боб Вудворд и Карл Бернстејн имали приликом покретања афере Вотергејт и тако посредно довели до колапса Никсонове администрације.

## Опште
Пост се сматра једним од водећих америчких дневних листова, уз Њујорк тајмс, који је познат по праћењу догађаја на међународној сцени и Вол Стрит журнал, који се истиче извештавањем о привредним догађајима. Пост се истакао својим редовним и темељитим праћењем рада Беле куће, Конгреса, и других институција америчке владе.
За разлику од Тајмса и Журнала, уредништво овај лист првенствено види као регионалну публикацију, те се тренутно не штампа дневно национално издање намењено публици ван америчке Источмне обале. Међутим, постоји и тзв. „Национално седмично издање“ (National Weekly Edition), које комбинује Постове чланке из редовних издања, а која су намења широј публици. Већина читатељства се налази у Дистрикту Колумбија, као и вашингтонским предграђима која припадају држави Мериланд и северном делу Вирџиније.
У октобру 2006. просечни тираж за радни дан је износио 656.297, а за недељно издање 930.619 примерака према налазима Audit Bureau of Circulations, што Пост чини шестим најтиражнијим листом у САД, иза Њујорк тајмса, Лос Анђелес тајмса, Вол Стрит журанала, САД данас и Њујорк поста. Иако је његов тираж, као тираж готово свих новина, у посљедње време почела опадати, сматра се да има највише стопе тржишног продора у категорији метрополитанских дневника.

## Историја
Вашингтон пост је године 1877. основан од стране новинара и издавача Стилсона Хачинса, чија је намера била да у главном граду промиче ставове Демократске странке. Године 1880. је добио недељно издање, а редакцији је прикључио и угледни новинар Џозеф Пулицер. Године 1888. Хачинс је напустио демократе и прешао републиканцима, што му је омогућило да купи градску конкуренцију Republican National.
Следеће године Вашингтон пост је продат Франку Хатону, главном инспектору пошта САД и Beriahu Wilkinsu, бившем демократском конгреснику из Охаја. Нови власници су, како би се представили, организовали такмичење за најбољи школски састав. За церемонију доделе награде је угледни композитор Џон Филип Соуза написао Вашингтон пост, један од најпопуларнијих маршева у историји музике.
Вилкинс је године 1984. након Хатонове смрти преузео његов власнички део, а након што је и сам умро 1903. године, лист су преузели његови синови Џон и Роберт. Две године касније су га продали власнику Cincinnati Enquiriera Џон Рол Маклину. Пре него што је Џон Рол Маклин умро 1916. године, тастамнетом је лист оставио посебном трусту, држећи да Едвард Бил Маклин, његов син-плејбој, није у стању квалитетно управљати листом. Млади Маклин је тај тастамент успео оборити на суду, али су се очева страховања показала исправним. Година 1920-их је лист почео западати у финансијске проблеме, да би након слома берзе 1929. године отишао у банкрот.
Године 1933. Вашингтон пост је на аукцији купио угледни финансер Јуџин Мејер, који је годинама на њега трошио милионе долара настојећи му повећати квалитет и углед. Када је председник Труман Мејера године 1946. именовао на чело Светске банке, Мејер је лист предао свом младом зету Филипу Грејаму. Нови власник се показао као врло успешан пословни човјек чије су инвестиције и други пословни потези исплатили и који је почетком 1950-их коначно лист учинио не само угледним, него и финансијски исплативим. Године 1954. Вашингтон пост је откупио Вашингтон хералд, свог посљедњег локалног конкурента.
Грејам, који је од 1950-их почео патити од манично-депресивне психозе, је у лето 1963. године извршио самоубиство. Тада је власништво над листом преузела његова удовица Катрин Грејам. Њен успон на чело једне тако велике и угледне компаније многе америчке феминисткиње сматрају важним међашем у борби за изједначавање полова у САД.
Катрин Грејам је, међутим, на Пост и историју оставила далеко више трага захваљујући спремности на бројне реформе у складу с духом времена, као и нови, далеко агресивнији и понекад контроверзни стил друштвено ангажованог новинарства, оличен у угледном уреднику Билу Брадлију. Резултат такве политике је посебно дошао до изражаја крајем 1960-их и почетком 1970-их, те кулминирао у Постовим чланцима који су разоткрили аферу Вотергејт. За то достигнуће, које се сматра једним од најсветлијих тренутака у историји америчког новинарства, лист је 1973. године добио Пулицерову награду.
Године 1980. је, међутим, и сам Пост постао предметом скандала када је Џимијев свет (Jimmy's World), репортажа његове новинарке Џенет Кук о 8-годишњем зависнику о хероину добила Пулицерову награду. Међутим, када се открило да је цела прича најобичнија измишљотина, осрамоћени Пост је био присиљен вратити награду.
Године 1982. је Пост добио и прву озбиљнију конкуренцију у облику Вашингтон тајмса, градског листа који се настојао локалним читатељима представити као десна, односно конзервативна алтернатива Поста.
Године 1996. Пост је добио своју прву службену веб-страницу, а 1999. године је на насловнице увео колор-фотографије.
Доналда Грејама, сина Катрин Грејам који је листом руководио од 1979. године, 2000. је наследио данашњи издавач Boisfeuillet Jones, Jr.

## Политичка орентација
Пост се, као и многи други медији у САД, настоји представити као политички неутралан и објективан. Међутим, у америчкој јавности, поготово њеном конзервативном делу, влада широко распрострањено мишљење како је тај лист, као и већина штампаних, односно „традиционалних“ медија, либерално, односно лево орентисан.
Као аргумент у прилог томе се често наводи како је Вашингто пост један од најжешћих критичара политике и администрације америчког председника Џорџ В. Буша, као и да је традиционално био ближи кандидатима Демократске него Републиканске странке. Године 2004. је тако прекинута дугогодишња традиција да се на изборима службено не подржава ниједан председнички кандидат, па је уводник листа гласаче позвао да дају свој глас Бушовом демократском противкандидату Џону Керију.
Са друге стране, Вашингтон пост има део критичара са крајњег левог крила америчког политичког спектра, укључујући Noama Chomskog који је још 1988. утврдио да лист скреће удесно, односно подржава политику реакције и статус кво. Године 1992. је у емисији Фронтлајн ТВ-куће Пи-Би-Си се као објашњење тог наводног заокрета тврди да је лист био присиљен променити уређивачку политику како би спречио конзервативни дио читатељства да се окрене Вашингтон тајмсу.
У прилог тезе о десној, односно конзервативној орентацији Поста се наводе његови уводници у којима се службено подржавала америчка инвазија на Ирак, односно Бушове иницијативе да се приватизује амерички мировни систем и споразуми о слободној трговини.
Сам лист, као што је то и обичај у САД, у својој редакцији и међу колумнистима има особе различитих идеолошких опредјељења, од левице до деснице, па то понекад изазива тешкоће код свих који желе прецизно дефинисати његову политичку орентацију.

## Познати сарадници
| - Joel Achenbach (писац) - Anne Applebaum (писац) - Dan Balz (национални политички репортер) - Carl Bernstein (писац) - Ендру Бејер (колумнист трка о коњима) - Херберт Лоренс Блок (карикатуриста) - Thomas Boswell (спортски колумниста) - David Broder (писац) - Тина Браун (писац) - Art Buchwald (писац) - Chris Cillizza (писац; аутор блога ) - Либи Копланд (писац) - Richard L. Coe (позоришни критичар/писац) - Richard Cohen (писац) - Стив Кол (уредник) - Lisa de Moraes (ТВ колумниста) - Helen Dewar (политички репортер из сената) - E.J. Dionne (писац) - Michael Dirda (књижевни критичар) - Лионард Дауни млађи (уредник) - Michel duCille (фотографски уредник, фотограф) - Dan Froomkin (колумниста) - Мег Гринфилд (уредник) - Mike Grunwald (писац) - Walter Haight (спортски писац и колумниста) - Jim Hoagland (писац) | - Glenn Kessler (писац) - Колберт Кинг (писац) - Tony Kornheiser (спортски колумнист) - Charles Krauthammer (колумниста) - Howard Kurtz (медијски критичар) - Чарлс Лејн (писац) - Колман Макарти (колумнист) - Мери Макгрори (писац) - Dana Milbank (писац) - Тим Пејџ (музички критичар) - Shirley Povich (спортски колумнист) - Дејна Прист (писац) - William Raspberry (писац) - Ken Ringle (писац) - Јуџин Робинсон (колумниста и уредник) - Christine Sadler (писац) - Tom Shales (писац) - Хауард Симонс (уредник) - Tom Toles (карикатуриста) - Jim VandeHei (писац) - Gene Weingarten (писац) - Џејмс Расел Вигинс (уредник) - Мајкл Вилбон (спортски колумниста) - Џорџ Вил (колумнист) - Bob Woodward (pisac) - Робин Рајт (писац) |

## Познати директори и уредници
- Филип Бенет
- Бен Бредли
- Милтон Колман
- Jackson Diehl
- Лионард Дауни млађи
- Доналд Грејам
- Кетрин Грејам
- Филип Грејам
- Fred Hiatt
- Стивен П. Хилс
- Boisfeuillet Jones, Jr.
- Колберт И. Кинг
- Јуџин Мејер